# 中式糕点

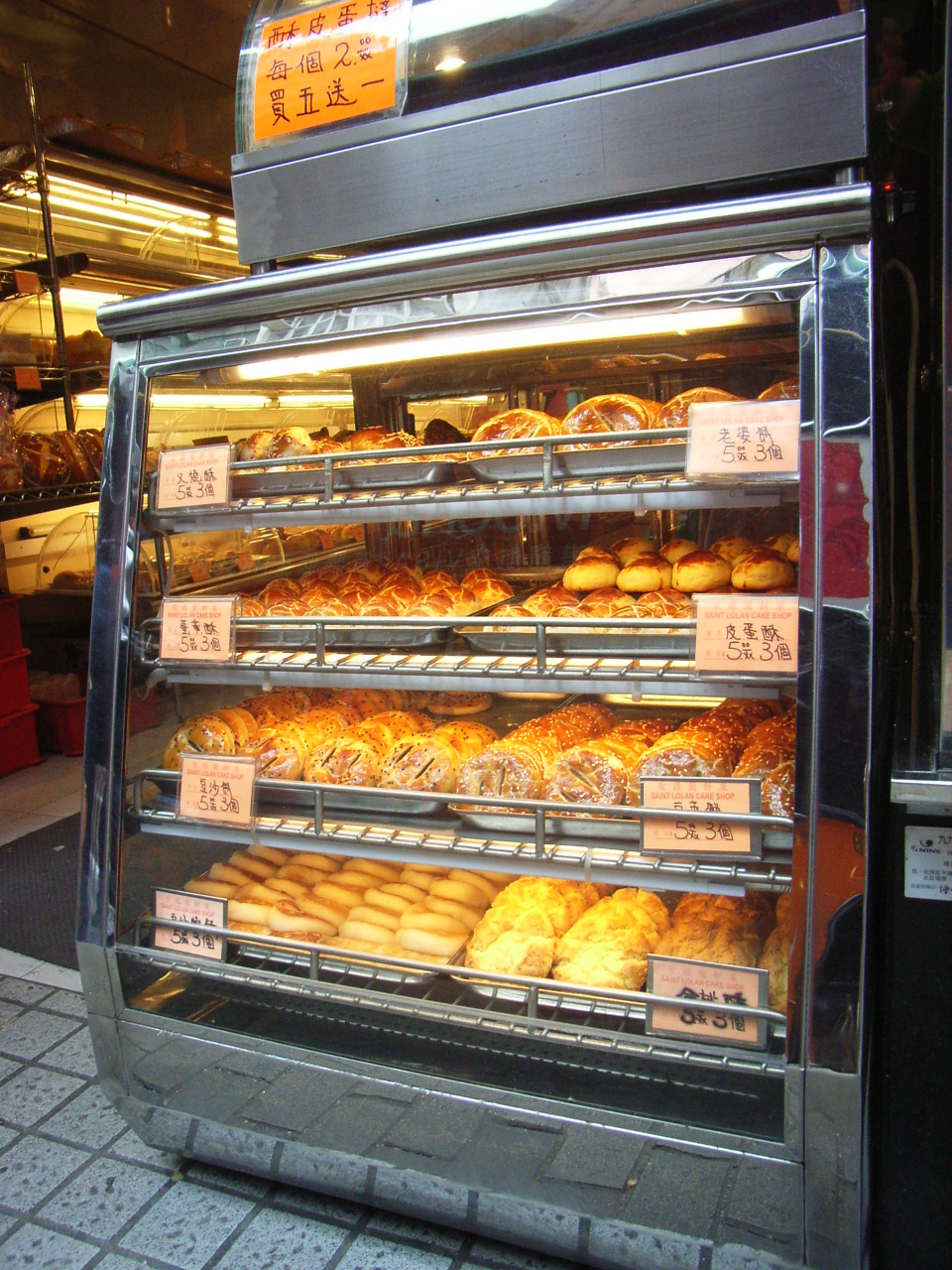
香港一餅家陳列售賣的唐餅

中式糕点，又稱漢餅、唐餅、糕仔，指的是用華人传统工艺加工制作的糕餅。為華人傳統飲食的一種，相傳源於漢朝，當時將麵食通稱為餅，經歷兩千餘年的演進，現今多指以麵粉製成的點心，甚至加入，衍生出中西合璧的滋味。
漢餅用途從最初充飢果腹，至婚禮、年節送禮、歲時祭典都不可少。後來影響到漢字文化圈其他地區的傳統餜子，包括朝鮮半島的韓菓，日本的和菓子，琉球的琉球菓子，越南的餅食等。
台灣中式糕點老舖舊振南於2018年出版了《漢餅》一書，為全球第一本中英文雙語介紹漢餅文化與美學書籍，並且於2018年法蘭克福國際書展曝光，宣揚漢餅文化。

## 歷史起源
《周禮·醢人》鄭眾注述：“酏食，以酒酏為餅”。賈公諺：“以酒酏為餅，若今起膠餅”，這裏的“膠”通“酵”，酏食算是較早的餅類食物了。
漢代以前，中國人的點心以糕粿為主。相傳是因為漢代張騫出使西域，將西方的植物油傳入漢朝，因植物油不似豬油那般油膩，使漢人得以用油炸的方式製餅。
漢代的麵食幾乎都可稱為餅。東漢劉熙《釋名》解釋道：「餅，并也，溲麫使合并也。胡餅，作之大漫沍也，亦言以胡麻著上也。蒸餅、湯餅、蝎餅、髓餅、金餅、索餅之屬，皆隨形而名之也。」
漢餅古稱即是「胡餅」，「胡」字一有餅上撒胡麻之義，一有自西域傳入、胡地之餅的意思。
一般認為，湯餅即現今湯麵的雛型，湯餅實際是將和好的麵糰托在手裡撕成面片，煮食 。此說法可見於宋代黃朝英《緗素雜記·湯餅》：“余謂凡以麪為食具者，皆謂之餅，故火燒而食者呼為燒餅，水瀹而食者呼為湯餅，籠蒸而食者呼為蒸餅。”亦可見於《兒女英雄傳》第二八回：“羹湯者，有‘湯餅’之意存焉。古無‘麵’字，凡麺食一概都叫作‘餅’。”
相傳三國蜀漢諸葛亮七擒孟獲之後，無法渡瀘水，卻也不忍犧牲人命祭河神，遂下令以麵粉包牛、羊肉餡，做成49個麵人頭，作為祭拜溺水陰魂的供品，終得以平安歸朝，此為「饅頭」的前身。另相傳諸葛亮為讓孫權不得反悔將妹妹嫁給劉備，遂命人分送糕餅給東吳軍民，將婚訊廣為散布，後各地效仿於婚前送餅，此為「喜餅」由來。因此，糕餅業界奉諸葛亮為祖師爺。

## 發展
因各地物产和风俗习惯不同，逐渐形成不同风格的地方风味。有京式、广式、苏式、闽式、扬式等余种样式。其中又以京、广、苏最为著名，花色品种不下2000种。

## 種類

### 依熟成工藝分類
目前以糕点最后熟成、成型工艺为依据，将中式糕点分为5种制品，即烤制品、炸制品、蒸制品熟粉制品和其他制品。每种制品又以工艺特点为主要依据划分为若干类，如烤制品中又分为油酥类（如桃酥）、松酥类（如金钱饼）、酥皮包馅类（如京八件）、浆皮包馅类（如广式月饼）、松酥包馅类（如枣泥酥）、烤蛋糕类，蒸制品中又分为蒸蛋糕类、年糕类、蜂糕类、粉糕类等。中国名优糕点很多，如北京的京八件、天津的大麻花、上海的高桥薄饼及河北唐山蜂蜜麻糖等。
烤製品又可由外在餅皮細分成糕漿皮類和油皮類，糕漿皮類有月餅、鳳梨酥、花蓮薯、蓮蓉餅、油皮類：綠豆椪、太陽餅、奶油酥餅、蒜蓉酥、牛舌餅、芝麻肉餅、蛋黃酥等 棗泥餅、桃酥、口酥餅等 。

### 依用途區分
主要分為歲時祭典、生命禮俗、休閒送禮三類。
歲時祭典有台灣元宵節時的供品壽龜，台中市大甲的民眾於媽祖誕辰祭拜媽祖的大甲奶油酥餅，每年農曆五月初一的新莊大拜拜中常使用的供品鹹光餅（又稱為平安餅）。農曆四月，每三年舉行一次的西港王船祭中常使用的供品醮餅、小酥餅。番薯餅、竹塹餅是新竹當地名產，每年農曆七月中旬新竹義民節賽神豬比賽中，獲得金牌者的獎品之一。中秋節吃的月餅的習俗。在台南孔廟的祭孔大典會使用的供品黑白餅是將兩塊餅一個撒上白芝麻一個灑上黑芝麻後上下拼在一起。
生命禮俗有嬰兒滿四個月的時候會舉行「收涎禮」的收涎餅。以及納徵時男方聘禮之一的喜餅。

## 形狀
餅模構成唐餅的形狀，最常見為圓形，取其「團圓」之意；也有些為花形，有「花開富貴」的意涵，如牡丹、向日葵等。後來又有長方形、花形等，其上的花紋也隱含了吉祥寓意，內餡更是豐富多樣。
糕餅上的花紋圖飾十分多樣，不僅反應出傳統工藝之美，也表現了華人民俗節慶、信仰與飲食文化之縮影，更隱含人們對於美好生活之想像與寄託，故題材多與吉祥、喜慶與福氣有關。

### 常見紋樣
- 吉祥動物紋：龜有長壽之特徵，故其為最常使用的粿印圖像。魚為「餘」的諧音，所以常用魚形紋來象徵「富貴有餘」、「年年有餘」，圖印多做成張鰭翹尾的優游姿態[8]；另「金魚」與「金玉」諧音，有「金玉滿堂」的寓意。訂婚喜餅上最常見的則為龍鳳紋，「囍」字兩旁最常見一對龍、鳳相對的圖樣，由於龍為中國歷史上帝王之代稱，是一能呼風喚雨的尊貴神獸，而鳳為帝后或女性的象徵，有祥瑞、美德的意涵，故龍鳳紋代表著「二性合婚，龍鳳呈祥」。

- 人物紋：人物紋飾多半用來祈福與教化，常見有福祿壽三星與狀元衣錦歸鄉等吉祥圖案。由於古代科舉放榜日期接近中秋，民間為討吉祥而製出狀元衣錦歸鄉的月餅圖案，並衍生出「博狀元餅」的習俗。

- 植物紋：花草瓜果紋路在漢餅中有相當廣泛的應用，也是取其吉祥寓意如：綿延、富貴、長青等。花類以菊花、牡丹、梅花、桃花為主；瓜果多為鳳梨、葫蘆、荔枝、石榴；而葉紋則有松針、藤卷、瓜蔓、卷草、竹[8]。

- 文字圖像紋：常出現在漢餅的文字有「福」、「祿」、「壽」、「喜」、「囍」等。[11]此外，還有宗教圖案會出現在餅紋周邊，以藏傳佛教之八吉祥圖紋為例，如：寶瓶、蓮花、法輪、吉祥結。

## 營養成分
漢餅營養成分之比例如下表：
| 營養成分   | 比例      |
| ---------- | --------- |
| 蛋白質     | 1.7%-2%   |
| 脂肪       | 8%-10%    |
| 飽和脂肪   | 0.8%-1%   |
| 反式脂肪   | 0%        |
| 碳水化合物 | 62.5%-65% |
| 糖         | 26.4%-30% |
| 鈉         | 0.6%-0.7% |

其中主要成份說明如下：
- 碳水化合物：漢餅最主要的成分，來自於麵粉。
- 蛋白質：漢餅中所添加之成分，來自於蛋、奶粉等。
- 糖：漢餅之製作原料，用以調味及製作內餡。

## 製作與保存
漢餅的製作分為三個部分，一為餅皮，二為內餡，三為包餡與整形。
常見的餅皮有糕皮、油皮和油酥皮。糕皮類具有甜、酥、鬆的特性；油皮類較無酥鬆感但強調軟質地的口感；油酥皮則強調酥鬆感及層次感。
糕皮類糕餅是由單層皮直接包餡整形製作而成。臺式糕皮的製作以麵粉為主，將麵粉中加糖漿攪拌後，會再加入蛋、奶粉等增加香氣。之後會壓成餅狀再以模具成型，並印上喜字等圖案。在上述步驟結束後，有的會再刷一層蛋液再烘烤，是為了呈色使圖案層次分明及好看。因其製作過程，使所含水分由蛋、奶水代替，且未經過包酥法及擀捲，所以無法呈現層酥層次。若在配料中添加適量膨脹劑，如小蘇打、碳酸氫銨等，可增添脆硬的口感。
油皮的製作方法為將麵粉與糖、豬油、水充分攪拌後放入塑膠袋靜置30分後再分割成油皮麵團。油酥皮的做法是將油皮包裹油酥，擀出其特色的千層酥皮後包入內餡以高溫烘烤。餅皮大多沒有特定圖案，有的會為了增添口感而撒上芝麻。此外，也可透過調整油皮與油酥的比例製作不同的口感。
包酥是油酥皮類糕點製作的最重要步驟，指油皮將油酥包住的動作。依據包酥方法可分為以下兩種：
- 大包酥：使用未分割之大油皮包住未分割之大油酥，桿捲後再將其分割。
- 小包酥：將油皮及油酥分別製作、分割，再一個個將油酥包入油皮中，分別桿捲。

內餡根據不同的時期，又有不同的偏好。如民國初年的人是以漢餅當茶點，因此偏好飽足感，內餡多為滷肉或肉角、冬瓜糖、蝦仁、油蔥酥、酥油等。綠豆茸、棗泥是常見的內餡。

雙層內餡桿製法是將內餡分割後用手壓扁，再將第二種內餡置於壓扁內餡中間，用虎口還住第一種內餡，邊捏邊旋轉後，用拇指將第二種內餡按於第一種內，再用虎口捏合開口。最後再捏緊收口，搓圓。
包餡方法是將餅皮兩段往中間壓扁，層次面朝上。先用中間向上下兩端桿成橢圓形，再由中間向左右兩端桿成圓形薄片。後將內餡至於餅皮中心，用虎口環住餅皮，邊捏邊旋轉，並用拇指將內餡按壓與餅皮中，再用虎口捏合開口。最後收口轉緊，將多餘的餅皮向下按壓黏於表皮麵團。
整形方法可經由不同的桿捲及捏製方式，製成自己想要的形狀。如圓形、扁圓形、三角形、橢圓形、菊花形、枕頭形、螺旋形等。有些也可用壓模的方式製作。
之前的漢餅大多較油、較甜，所以存放時間較久，最多可保存1個月。如今著重於強調『三低二高』的健康原則，口味多改成低脂、低糖、低熱量、高鈣、高纖，因此保存時間相對較短，保存期間會依據不同的種類而不同，通常為三天到一週。   